# Río Guaviare
Pour l’article homonyme, voir Guaviare.
Le Guaviare est une importante rivière de Colombie, affluent de l'Orénoque. Avec 1 497 kilomètres, il est le plus long des affluents de l'Orénoque et est navigable sur 630 kilomètres. Il est généralement considéré comme délimitant les deux ensembles géographiques des Llanos et de la forêt amazonienne. Son principal affluent est le río Inírida. 

## Géographie
Le río Guaviare naît dans la Cordillère orientale colombienne et se jette dans l'Orénoque en face de San Fernando de Atabapo, localité vénézuélienne, et au niveau d'Amanavén, en Colombie.
Il est formé par la confluence de deux autres cours d'eau, le Río Arriari et le Guayabero, qui prennent leur source sur le versant oriental des Andes. Long de 1 497 km, il est navigable sur quelque 630 km. Ses eaux couleur café au lait coulent d'ouest en est, et son important débit permet le transit d'embarcations de faible tirant d'eau. Un pont moderne le franchit à San José del Guaviare, chef-lieu du département du Guaviare. Au nord-est du département de Guainía, il reçoit les eaux noires, mais propres, du río Inírida, non loin de la localité d'El Coco.
Le Guaviare est un cours d'eau très abondant. Son débit moyen est estimé à 8 200 m3/s. La superficie de son bassin est de 140 000 km2.

## Économie
La puissante rivière qui délimite les régions Orénoque et amazonienne colombiennes, fut longée pendant des siècles par la forêt-galerie et entourée de forêts tropicales, mais sous la pression de l'élevage en progression continue, les forêts ont régressé en faveur des savanes. De plus on cultive sur ses rives tous types de produits tropicaux, le principal étant le cacao. La rivière est de plus particulièrement riche en poissons.

## Histoire
Les habitants originels du bassin du Guaviare, furent les Amérindiens des ethnies Guayabero, Tinigua, Sikuani, Nukak, Piapoco et Puinave. Dès la fin du XIXe siècle, on organisa le long du Guaviare des établissements pour la récolte du caoutchouc, mais c'est seulement vers 1960 que débuta la colonisation agricole avec élevage. Cette colonisation prit de plus en plus d'ampleur jusqu'aux environs de 1980, à la suite de l'accroissement des cultures illégales de coca.